# Langschwanz-Mausnasenbeutler

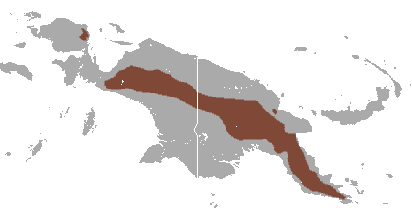
Das Verbreitungsgebiet des Langschwanz-Mausnasenbeutlers

Der Langschwanz-Mausnasenbeutler (Microperoryctes longicauda) ist eine Beuteltierart, die mit vier Unterarten vor allem im Zentralgebirge Neuguineas vorkommt. Microperoryctes longicauda longicauda, die Nominatform, lebt im Osten der Vogelkop-Halbinsel im Arfakgebirge, M. l. dorsalis kommt im Maokegebirge im Westen von Neuguinea vor, M. l. magnus lebt im Südosten von Neuguinea und M. l. ornatus kommt im Bismarckgebirge im Osten von Neuguinea vor.
Der Artzusatz im wissenschaftlichen Namen ist aus den lateinischen Worten longus (lang) und cauda (Schwanz) zusammengesetzt.

## Merkmale
Der Langschwanz-Mausnasenbeutler erreicht eine Kopfrumpflänge von 24 bis 30 cm, hat einen 17,8 bis 25,8 cm langen Schwanz und erreicht ein Gewicht von 350 bis 670 g. Damit ist die Art die größte aller Mausnasenbeutler. Männchen und Weibchen sind gleich groß. Das Fell ist auf der Rückenseite braun oder grau mit einer mehr oder weniger auftretenden rötlichen Tönung. Dunkle Längsstreifen auf dem Rücken und manchmal auch auf dem Kopf sind im Osten deutlicher ausgeprägt als im Westen des Verbreitungsgebietes. Das Bauchfell ist weißlich. M. l. longicauda ist eher dunkelgrau gefärbt, ohne irgendwelche Musterungen, M. l. dorsalis ist etwas heller und mehr rötlich mit deutlichen Rückenstreifen, M. l. ornatus hat deutlich ausgeprägte Rückenstreifen und auch Streifen an den Körperseiten und M. l. magnus hat ein dunkleres Bauchfell, ist größer als die anderen Unterarten und hat einen längeren Schwanz. Ohren und Schwanz aller Unterarten sind haarlos.

## Lebensraum und Lebensweise
Die Tiere leben in Primär- und Sekundärwäldern, in moosigen Bergwäldern, in Gärten und Grasdickichten und in alpinen Regionen oberhalb der Baumgrenze in Höhen von 1000 bis 4000 Metern, im Arfakgebirge möglicherweise auch weiter unten. Sie sind vollständig oder teilweise nachtaktiv und verbringen den Tag in aus Zweigen, Moos, Falllaub und Blättern gebauten Nestern, die sich flach im Erdboden, zwischen Baumwurzel oder in großen Grasbüscheln befinden. Über die Ernährung ist nicht viel bekannt. Mit Sicherheit sind die Tiere Allesfresser und zu ihrer Nahrung gehören Insekten, andere Wirbellose, vor allem Würmer, kleine Wirbeltiere und Fallobst. Langschwanz-Mausnasenbeutler vermehren sich das ganze Jahr über. Pro Wurf werden ein bis vier Jungtiere geboren.

## Gefährdung
Die IUCN listet den Langschwanz-Mausnasenbeutler wegen des weiten Verbreitungsgebietes als „ungefährdet“ (Least concern). Ob die Population abnimmt, ist allerdings nicht bekannt. In dicht vom Menschen besiedelten Gegenden könnte die Art unter einem hohen Jagddruck leiden. Auch verwilderte Hunde sind ihr gefährlich. Der Status der einzelnen Unterarten ist nicht bekannt. M. l. magna, die ein kleines, dicht vom Menschen besiedeltes Verbreitungsgebiet hat, könnte gefährdet sein.